# Nuculida
Nuculida is een orde van de tweekleppigen.  

## Taxonomie
De volgende taxa zijn bij de orde ingedeeld:
- Superfamilie Nuculoidea Gray, 1824
  - Familie Nuculidae Gray, 1824
  -  † Familie Praenuculidae McAlester, 1969
- Superfamilie Sareptoidea Stoliczka, 1870
  - Familie Sareptidae Stoliczka, 1870